# アン・リード
アン・リード（Anne Reid, 1935年5月28日 - ）は、イングランドの女優。

## 出演作品

### 映画
- がんばれ、リアム（アバーナシー先生）
- パッション
- ホット・ファズ -俺たちスーパーポリスメン!-（レスリー・ティラー）
- アンコール!!
- イントゥ・ザ・スカイ 気球で未来を変えたふたり（エセル・グレーシャー）
- 不都合な理想の夫婦（ローリーの母）
- SAS: 反逆のブラックスワン

### テレビ
- ブリーク・ハウス
- アガサ・クリスティー ミス・マープル3 復讐の女神（アグネス）
- 名探偵ポワロ　「カーテン〜ポワロ最後の事件〜」
- チェスター動物園をつくろう（ルーシー・モッターズヘッド）
- フィリップ・K・ディックのエレクトリック・ドリームズ
- 2034 今そこにある未来（ミュリエル・ディーコン）
- サンディトン